# Филолай
Филола́й Кротонский (др.-греч. Φιλόλαος, около 470 — после 400 до н. э.) — древнегреческий философ-пифагореец, математик, современник Сократа и Демокрита.

## Биография
Сведения о жизни Филолая скудны, что связано с тем, что философ не имел при жизни той славы, которой обладали другие личности, что отмечает Клавдий Элиан. Ключевым источником о жизни Филолая является трактат Платона под названием «Федон».
Родным городом Филолая считается Кротон в Южной Италии (отсюда его распространённое именование Филолай из Кротона); иногда называется также Тарент. Учеником Филолая был Архит Тарентский; среди учеников Филолая упоминается ряд последних пифагорейцев, которых ещё видел Аристоксен.
Когда демократическая партия в Метапонте восстала против пифагорейцев и сожгла дом, в котором проходили их собрания, Филолай бежал в Луканию. Позднее он переселился в Фивы, где жил ещё незадолго до смерти Сократа.
Филолай является первым из пифагорейцев, написавших книгу, однако многие его фрагменты позже были признаны псевдэпиграфами, поскольку приписывали ему платоновские и аристотелевские идеи. Другие же были признаны подлинными на основании описания Аристотелем пифагорейской мысли V века. Фактическое существование произведения, написанного Филолаем, приводится в сочинение о медицине Менона, ученика Аристотеля. Филолай первый обнародовал пифагорейское учение о природе и устройстве Вселенной. Сочинение Филолая «О природе», состоявшее из трёх книг — 1) учение περί κόσμου (ο гармонии и космологии), 2) περί φύσεως (о числе и о его значении в мирообразовании), 3) περί ψυχής (о душе и душепереселении) — дошло до нашего времени лишь в отдельных фрагментах (надёжность которых ныне ставится под сомнение). По просьбе Платона оно было куплено для него Дионом в Сицилии: от Платона оно перешло к Спевсиппу.

## Система мира

Изображение Центрального огня (в центре схемы) Земли (Earth), Противоземли (Antichthon) и Солнца (Sun) в книге М. А. Орра «Dante and the Early Astronomers», 1913

Согласно Аристотелю, Филолай первым предположил возможность движения Земли, утверждая, что смена дня и ночи вызвана движением планеты вокруг воображаемого центра Космоса.
Стобей приводит описание системы мира Филолая: в центре Вселенной находится Центральный огонь (Гестия, Очаг Вселенной, Дом Зевса, Мать Богов) — незатухающий огонь, освещающий весь мир. Вокруг Центрального огня вращаются Антиземля (Противоземля), Земля, Луна, Солнце и пять известных древним планет (Меркурий, Венера, Марс, Юпитер, Сатурн). Наконец, на последней сфере находится Объемлющий огонь, представляющий собой совокупность неподвижных звёзд.
В системе мира Филолая участвует вымышленное небесное тело, придуманное другим пифагорейцем, Гикетом Сиракузским — так называемая Антиземля (ἀντίχθων), которая располагается на ближайшей к Центральному огню орбите. Антиземля не наблюдается с Земли; отсюда следует, что Антиземля и Земля движутся синхронно, сохраняя относительно друг друга неизменное положение. Кроме того, из гипотезы Филолая следовало, что Земля всегда обращена к центру Вселенной одной стороной (подобно Луне по отношению к Земле), иначе наблюдатель был бы способен наблюдать Центральный огонь с любой точки Земли. Получалось, что вся обитаемая Ойкумена находится на обратной от Центрального огня стороне Земли и освещается его светом, отражённым от Солнца. Филолай считал, что Солнце стекловидно или состоит из материала, отражающего свет сходным образом. Таким образом, в его системе мира Солнце выступает в роли зеркала, отражающего чужой свет.
Как и Анаксагор, пифагорейцы, включая Филолая, допускали обитаемость планет. В частности, они считали, что Луна населена растениями и животными подобно Земле, причём лунные животные крупнее земных в пятнадцать раз, поскольку день на Луне длится в 15 раз дольше, чем на Земле.
При всей её фантастичности значение системы мира Филолая состоит в том, что в ней впервые допускалось движение Земли, которая уже не помещалась в центр Вселенной. Вероятно, она повлияла и на Аристарха Самосского, впервые выдвинувшего гелиоцентрическую систему мира. Ссылки на Филолая, Гикета и других пифагорейцев, поставивших под сомнение геоцентрическую систему мира задолго до её окончательного оформления в трудах Аристотеля и Птолемея, приводит в своём главном труде «О вращениях небесных сфер» Николай Коперник.

## Математические науки
Филолай продолжил исследования математических оснований музыки, начатые другими пифагорейцами. В первой книге трактата «О природе» (фрагмент 6а по Дильсу-Кранцу) содержится, возможно, самое древнее дошедшее до нас специальное определение гармонии. Согласно Филолаю, «гармония» (речь идёт об интервале октавы) называется так потому, что это первый консонанс, который возникает из скрепления (ἁρμονία по-гречески — скрепа, скрепление) двух других основных консонансов — кварты и квинты. Именно потому октава и называется «гармонией» (ἁρμονία... ἐκ συμφωνιῶν συμφωνία ἡρμόσθη). В этом же фрагменте он определяет диесу как остаток от вычитания трёх тонов из квинты или двух тонов из кварты, то есть в трактовке Филолая диеса — то же, что малый пифагорейский полутон, или лимма. Фрагменты (6b, A26 по Дильсу-Кранцу) о делении целого тона, включённые в трактат «Основы музыки» Боэция (кн. III, гл. 5 и 8), в современной науке (К.Хафмен) считаются неаутентичными.
Также он проводил расчёты длительности так называемого «большого года», полагая его равным 59 обычным годам.

## Философия
Филолай доказывал существование некого божества или чего-то, стоящего выше человека, следующим образом. Так как всё окружающее человека неоднородно и обладает различной природой, и даже сам космос состоит из разнородных объектов, то только некая гармония, объединяющая их, способна поддерживать существование нашего мира. Человеку такой контроль подвластен быть не может, следовательно, гармонию в мир привносит нечто нечеловеческое, неважно, божество это, или же гармония существует сама по себе как некая высшая субстанция. Она пронизывает всё сущее. Например, объединяет материю, саму по себе не имеющую формы (древесина, металл, любое вещество) и её форму (куб, шар, дерево, камень). Это абсолютно разные по своей природе начала (материя и форма), которые, однако, каким-то образом (посредством гармонии) объединяются.

## Память
В 1935 г. Международный астрономический союз присвоил имя Филолая кратеру на видимой стороне Луны.